# Josef von Sternberg
Josef von Sternberg, nato Jonas Sternberg (Vienna, 29 maggio 1894 – Hollywood, 22 dicembre 1969), è stato un regista, sceneggiatore, produttore cinematografico, montatore, direttore della fotografia e scenografo austriaco naturalizzato statunitense.
Fu un cineasta completo, coprendo nei suoi film anche altri ruoli come quello di montatore e direttore della fotografia. Fu inoltre colui che scopri e plasmò Marlene Dietrich.

## Biografia
Josef von Sternberg nacque a Vienna, al secolo capitale dell'Impero austro-ungarico, il 29 maggio del 1894 in una modesta famiglia ebraica. La sua figura è da considerarsi una delle più singolari tra i cineasti di origine austriaca o tedesca che emigrarono negli Stati Uniti nella prima metà del XX secolo. A differenza di molti colleghi (tra cui Friedrich Wilhelm Murnau, Ernst Lubitsch e Fritz Lang), von Sternberg emigrò giovanissimo negli Stati Uniti e si costruì la sua carriera a Hollywood mediante una lunga gavetta, a 17 anni girando per New York in cerca di lavoro lo colse un violento acquazzone e cercò  di aiutare una ragazza colpita, vicina ad un albero, da una saetta. Quando la riaccompagnò da un amico di lei, quest'ultimo gli fece vedere nello scantinato una apparecchiatura che serviva a ripulire le pellicole cinematografiche usurate. È da allora che iniziò il suo approdo al cinema, inizialmente come tecnico delle luci ed operatore in seconda.
Esordì alla regia nel 1925 con The Salvation Hunters, un film sperimentale dalle forti valenze simboliste, che impressionò molto Charlie Chaplin. Altre sue opere notevoli del periodo muto sono Le notti di Chicago (1927), con cui conobbe un enorme successo (i cinema per la prima volta restarono aperti tutto il giorno e la notte) che contribuì ad inaugurare la stagione dei gangster-movies, e I dannati dell'oceano (1928), film eccezionale dal punto di vista delle soluzioni visive e dell'utilizzo della luce.
L'angelo azzurro (1930) fu il suo secondo film sonoro, dopo il suggestivo noir La mazzata (1929), e l'unico che diresse in Germania: dei due protagonisti, uno era un grande attore affermato, Emil Jannings, con il quale il regista aveva già avuto modo di lavorare in un suo film precedente, Crepuscolo di gloria (1928), l'altra era invece un'attrice semisconosciuta, Marlene Dietrich. Il film ebbe un successo straordinario in tutto il mondo e lanciò la Dietrich come promessa della celluloide, avviando tra i due una proficua collaborazione (girarono assieme ben 7 film in tutto) che contribuì a far consolidare l'attrice tedesca quale una delle più grandi stelle del cinema dell'epoca. In realtà, se ad oggi il cinema di von Sternberg è oramai inscindibilmente legato alla sua creatura più luminosa e affascinante, non per questo l'autore si può ridurre alla semplice figura di regista preferito da Marlene.   
I film successivi rivelano infatti una maestria eccezionale nel controllo di tutti gli elementi della messa in scena (luci, scenografie, direzione degli attori) e la maturazione di uno stile personale fatto di inquadrature estremamente costruite e cariche di oggetti fino all'eccesso, un insistito uso delle dissolvenze incrociate al posto degli stacchi di montaggio, al fine di rendere più fluida e densa l'immagine, di personaggi grotteschi e situazioni deliranti al limite del paradosso. Gli stessi temi della sconfitta e dello scacco, della ciclicità della Storia e della violenza del Potere ricorrono costantemente, così come le pulsioni e le logiche del desiderio che governano i comportamenti dei suoi personaggi.  
I suoi film più belli e importanti di questo periodo sono: Disonorata (1931), L'imperatrice Caterina (1934), Capriccio spagnolo (1935). Von Sternberg incappò in una serie di produzioni fallimentari come I, Claudius, non terminato (ma che il regista definì il suo film migliore), e film su commissione come Sergeant Madden. Riuscì a realizzare ancora un grande film a Hollywood nel 1941, I misteri di Shanghai, un noir eccessivo e affascinante, in cui luci e ombre si rincorrono sullo schermo secondo un movimento intermittente tipico nel suo cinema claustrofobico.
Esiliato dagli studios, da sempre affascinato dalla cultura orientale, von Sternberg realizzò il suo ultimo film, e forse il suo capolavoro, in Giappone nel 1953, L'isola della donna contesa, in cui riassume e rinnova tutti gli elementi tipici del suo stile, realizzando un'opera destinata al fallimento sul piano economico (von Sternberg modificò più volte il montaggio finale cercando di renderlo più "digeribile" al pubblico americano), ma eccezionale dal punto di vista della innovazione e della sperimentazione cinematografica. Nel 1965 uscì in inglese la sua autobiografia Fun in a Chinese Laundry nella quale racconta molti episodi: dai capricci di Erich Von Stroheim, dittatoriale sul set e amante dei budget faraonici, tanto da abbandonare gli USA per la Francia, alle note caratteriali su Maurice Tourneur e Sergej Michajlovič Ėjzenštejn che fu incaricato di ridurre per lo schermo il romanzo Una tragedia Americana di Theodore Dreiser che venne, però, realizzata dal von Sternberg.

## Filmografia

### Regista
- The Salvation Hunters (trad. lett: Cacciatori di salvezza) (1925)
- La sposa mascherata (The Masked Bride) (1925) - non accreditato
- Una donna del mare (A Woman of the Sea o The Seagull) (1926)
- Il delizioso peccatore (Exquisite Sinner) (1926)
- Cosetta (It) co-regia Clarence G. Badger (1927) - non accreditato
- I figli del divorzio (Children of Divorce) (1927) - non accreditato
- Le notti di Chicago, noto anche come Il castigo (Underworld) (1927)
- Crepuscolo di gloria (The Last Command) (1928)
- La via del male (Street of Sin) (1928) - non accreditato
- La retata (The Dragnet) (1928)
- I dannati dell'oceano (The Docks of New York) (1928)
- Romanzo d'amore (The Case of Lena Smith) (1929)
- La mazzata (Thunderbolt) (1929)
- L'angelo azzurro (Der Blaue Engel) (1930)
- Marocco (Morocco) (1930)
- Disonorata (Dishonored) (1931)
- Una tragedia americana (An American Tragedy) (1931)
- Shanghai Express (1932)
- Venere bionda (Blonde Venus) (1932)
- L'imperatrice Caterina (The Scarlet Empress) (1934)
- The Fashion Side of Hollywood - documentario/cortometraggio (1935)
- Capriccio spagnolo (The Devil Is a Woman) (1935)
- Ho ucciso! (Crime and Punishment) (1935)
- Desiderio di re (The King Steps Out) (1936)
- I, Claudius (1937) - incompiuto
- Il grande valzer (The Great Waltz) (1938) - non accreditato
- Il sergente Madden (Sergeant Madden) (1939)
- Questa donna è mia (I Take This Woman) (1940) - non accreditato
- I misteri di Shanghai (The Shanghai Gesture) (1941)
- The Town (1944)
- Duello al sole (Duel in the Sun) (1946) - non accreditato
- Il pilota razzo e la bella siberiana (Jet Pilot) (1950-1957)
- L'avventuriero di Macao (Macao) (1952)
- L'isola della donna contesa (Anatahan) (1953)

### Aiuto regista
- Il mistero della camera gialla (The Mystery of the Yellow Room), regia di Émile Chautard (1919)
- The Highest Bidder, regia di Wallace Worsley (1921)
- La ragazza di Boemia (The Bohemian Girl), regia di Harley Knoles (1922)
- Il prezzo della vanità (Vanity's Price), regia di Roy William Neill (1924)

### Sceneggiatore
- Per diritto divino (By Divine Right) (1924)
- The Salvation Hunters (1925)
- Una donna del mare (A Woman of the Sea) (1926)
- Il delizioso peccatore (Exquisite Sinner) (1926)
- Le notti di Chicago, noto anche come Il castigo (Underworld) (1927)
- Crepuscolo di gloria (The Last Command) (1928)
- La via del male (Street of Sin) (1928) - non accreditato
- La mazzata (Thunderbolt) (1929)
- L'angelo azzurro (Der Blaue Engel) (1930)
- Disonorata (Dishonored) (1931)
- Una tragedia americana (An American Tragedy) (1931)
- Venere bionda (Blonde Venus) (1932)
- I misteri di Shanghai (The Shanghai Gesture) (1941)
- L'isola della donna contesa (Anatahan) (1953)

### Produttore
- The Salvation Hunters (1925)
- I dannati dell'oceano (1928)
- Una tragedia americana (1931)
- Venere bionda (1932)
- L'imperatrice Caterina (1934)
- Capriccio spagnolo (1935)

### Montatore
- The Salvation Hunters (1925)
- Luna di miele, regia di Erich von Stroheim (1928)
- Disonorata (1931)
- Venere bionda (1932)
- L'imperatrice Caterina (1934)

### Direttore della fotografia
- Capriccio spagnolo (1935)
- L'isola della donna contesa (1953)

### Scenografo
- Capriccio spagnolo (1935)